# Leteće zvezde
Leteće zvezde – zespół akrobacyjny wystawiany przez siły powietrzne dawnej Jugosławii, potem przez Serbię i Czarnogórę. Rozwiązany w roku 2000.

## Historia
Zespół Leteće zvezde powstał w 1985 w bazie wojskowej Zemunik. Od początku swojego istnienia piloci latali na samolotach szkolnych rodzimej produkcji, Soko J-21 Jastreb. Samoloty wykorzystywano do roku 1990, gdy zmieniono je na nowoczesne maszyny, SOKO G-4 Super Galeb, które projektowano na podobieństwo brytyjskich BAE Hawk. Zespół przeniósł się w tym samym roku do Podgorica, do tamtejszej bazy Golubovci, jednocześnie zmieniając samoloty. Zespół został rozwiązany w 2000 r.